# اونواوا
اونواوا (انگلیسی: Onuava) الهه باروری سلتی است. او با زمین مرتبط است و تنها از روی کتیبه‌های  گال (سرزمین) شناخته شده است.